# Японская белка
Японская белка (лат. Sciurus lis) — млекопитающее семейства беличьих, эндемик Японских островов.
Цвет основной шерсти — светло-серый, на брюшке шерсть белая. Хвост, в отличие от хвоста белки обыкновенной, имеет шарообразную форму. Обитает в Японии. Основная зона обитания — невысокогорные леса островов Хонсю и Сикоку. Также встречается на острове Кюсю. Рожает от трёх до шести детёнышей в год. Питается семенами, листьями и насекомыми. Осенью закапывает в землю жёлуди, которыми питается в течение зимы.